# Philosophy, Politics, and Economics
Philosophy, Politics, and Economics (PPE), in italiano Filosofia, Politica ed Economia, è un corso di laurea interdisciplinare di 1º e di 2º livello che combina lo studio di queste tre materie. La prima istituzione a offrire queste lauree fu l'Università di Oxford nel 1920. Questo specifico corso ha prodotto un numero significativo di leader come il premio Nobel per la pace Aung San Suu Kyi; ex primi ministri del Regno Unito come David Cameron e Liz Truss; politici come Hugh Gaitskell e gli ex leader dell'opposizoone William Hague e Ed Miliband; gli ex primi ministri pakistani Benazir Bhutto e Imran Khan; e gli ex primi ministri dell'Australia Malcolm Fraser, Bob Hawke e Tony Abbott; nonché, nel 2017, il premio Nobel per la pace Malala Yousafzai. Inoltre, l'Università Sciences Po di Parigi, continua a offrire dalla fine del XIX secolo un corso multidisciplinare in scienze sociali analogo al PPE, che ha prodotto sette recenti presidenti francesi, 13 primi ministri francesi, 12 capi di stato o di governo stranieri e sei amministratori delegati delle maggiori società francesi.

## Storia
Nell'autunno 1920 venne avviato il primo corso PPE al Balliol College dell'Università di Oxford ed era stato inizialmente chiamato "Modern Greats".
Un corso di filosofia e storia antica non sembrava più adatto a coloro che volevano fare una carriera nel settore pubblico. Questa è stata la prima volta che gli studenti potevano avere accesso ad autori antichi senza dover imparare il greco antico e il latino, il che aumentava il numero di studenti di filosofia a Oxford.
Dalla seconda metà del XX secolo, i corsi di PPE si sono diffusi in tutto il mondo, affermandosi soprattutto in Europa, Nord America, Asia e Oceania.
In alcuni paesi come i Paesi Bassi e il Regno Unito i corsi PPE sono stati accusati di essere troppo selettivi ed elitari.

## Programma
Il programma si basa sull'idea che per comprendere i fenomeni sociali, bisogna osservarli attraverso i quadri analitici di diverse discipline accademiche.
La filosofia fornisce la capacità di sviluppare un ragionamento rigoroso e logico e allo stesso tempo favorisce la riflessione etica.
La politica permette di conoscere le istituzioni che governano la società e aiuta a risolvere i problemi legati all'azione collettiva.
L'economia induce a comprendere e prevedere le interazioni e le conseguenze economiche, strettamente connesse alla politica, nei processi decisionali.

## Università europee che offrono corsi PPE

### Europa

#### Austria
- Central European University, Vienna
- Università di Graz (Political, Economic and Legal Philosophy (PELP))
- Università di Salisburgo
- Università di Vienna (MA Philosophy and Economics)

#### Belgio
- Université catholique de Louvain

#### Cechia
- CEVRO Institute, Praga
- Università Carolina, Praga (BA & MA)

#### Francia
- American University of Paris
- Sciences Po

#### Germania
- Karlshochschule International University
- Università della Saarland
- Università di Amburgo (M.Sc. Politics, Economics and Philosophy (PEP))
- Università di Bayreuth
- Università di Düsseldorf
- Università Ludwig Maximilian di Monaco
- Witten/Herdecke University (bachelor e master)

#### Irlanda
- National University of Ireland, Maynooth
- Trinity College, The University of Dublin
- University College Dublin

#### Islanda
- Bifröst University, Iceland

#### Italia
- Università degli Studi di Ferrara (Filosofia e Società Contemporanea)
- Università Ca' Foscari (BA Philosophy, International and Economic Studies (PISE))
- Libera Università di Bolzano (Economia, Politica ed Etica)
- Libera università internazionale degli studi sociali Guido Carli (BA Politics: Philosophy and Economics (PPE))
- Università di Milano (BA International Politics, Law, and Economics, MA Politics, Philosophy, and Public Affairs)
- Università degli Studi di Bari "Aldo Moro" (Master di I livello, Philosophy, Politics and Economics in Med)

#### Norvegia
- Università di Tromsø

#### Paesi Bassi
- Erasmus University College Rotterdam
- Leiden University
- University of Amsterdam, (Politics, Psychology, Law and Economics abbreviato (PPLE))
- University of Groningen
- Utrecht University (BSc)
- VU University Amsterdam

#### Regno Unito
- Durham University
- Goldsmiths, University of London
- Keele University
- King's College London
- Kingston University
- Lancaster University
- London School of Economics
- New College of the Humanities at Northeastern
- Queen's University Belfast
- Royal Holloway, University of London
- Swansea University
- The Open University
- University College London
- University of Aberdeen
- University of Birmingham
- University of Buckingham
- University of East Anglia
- University of Edinburgh
- University of Essex
- University of Exeter
- University of Hull
- University of Leeds
- University of Liverpool
- University of Loughborough
- University of Manchester
- University of Nottingham
- University of Oxford
- University of Reading
- University of Southampton
- University of Stirling
- University of Sussex
- University of the Highlands and Islands
- University of Warwick
- University of Winchester
- University of York

#### Russia
- Università nazionale di ricerca "Scuola superiore di economia", Mosca (M.Sc. in Politics, Economics, Philosophy)

#### Spagna
- Francisco de Vitoria University
- Università autonoma di Barcellona
- Università autonoma di Madrid
- Università Carlos III
- Università di Deusto, Bilbao
- Università di Navarra
- Università Pompeu Fabra
- Università Ramon Llull
- IE Business School (Philosophy, Politics, Law and Economics (PPLE))

#### Svezia
- Lund University
- Stockholm University

#### Svizzera
- Università di Berna (Political, Legal and Economic Philosophy abbreviato (PLEP))
- Università di Lucerna
- Università di Zurigo (Economic and Political Philosophy)

#### Turchia
- Istanbul Bilgi University (Political Economy and Social Philosophy)

#### Ucraina
- Ukrainian Catholic University, Lviv (Ethics, Politics Economics (EPE))